# Naharlagun
Naharlagun (o Naharlagan) è una suddivisione dell'India, classificata come census town, situata nel distretto di Papum Pare, nello stato federato dell'Arunachal Pradesh. In base al numero di abitanti la città rientra nella classe III (da 20.000 a 49.999 persone).

## Geografia fisica
La città è situata a 27° 06' 11 N e 93° 42' 03 E.

## Società

### Evoluzione demografica
Al censimento del 2011 la popolazione di Naharlagun assommava a 36 158 persone, delle quali 18 090 maschi e 18 068 femmine. I bambini di età inferiore o uguale ai sei anni assommavano a 4 8097.